# Khoe Trima Nio
Khoe Trima Nio (falecida em 1960), que publicou sob os pseudônimos de Aster e LSG, foi uma escritora e jornalista de língua indonésia peranakan ( chinês indonésio ) ativa nas Índias Orientais Holandesas durante a década de 1930.  Ela fazia parte de um pequeno grupo de romancistas chinesas indonésias e contistas que publicaram durante esse tempo, que incluía Nyonya The Tiang Ek, Tan Lam Nio e Yang Lioe. 

## Biografia
Seu local e hora de nascimento são pouco documentados, embora ela provavelmente tenha nascido em Java, por volta do início do século XX.  Sua formação educacional também é desconhecida; muitos de sua geração de escritores tiveram educação em holandês.
Em 1928, Khoe ingressou na Associação de Mulheres Chinesas da Indonésia de Siem Piet Nio (em indonésio:  Persatoean Kaoem Prempoean Tionghoa Indonesia  ).  Este grupo tinha sete organizações membros dirigidas por mulheres de vários lugares em Java.  Os membros do grupo interagiam principalmente pelo correio, e às vezes também era conhecido como Persatoean Journaliste Prampoean (Federação de Mulheres Jornalistas). 
Segundo Claudine Salmon, ela trabalhava como jornalista, embora nenhum detalhe tenha sido dado.  Ela é mais conhecida por seus escritos de ficção na década de 1930, numa época em que romances e contos femininos indonésios chineses e indonésios nativos estavam sendo impressos pela primeira vez. Ela publicou em jornais como Liberty e Penghidoepan na década de 1930, muitas vezes escrevendo sob pseudônimos como Aster ou LSG.  Uma dessas peças, intitulada Apa moesti bikin? (O que fazer?) foi publicado em Penghidoepan, em março de 1930. Sua trama girava em torno de uma mãe solteira que estabelece sua independência deixando sua comunidade e estabelecendo-se como costureira em outra cidade.  
Pouco se sabe sobre o que ela fez a partir da década de 1940. De acordo com Salmon, Khoe morreu na década de 1960. 

## Publicações selecionadas
- Oh, Itoe tjinta (1930, impresso em Penghidoepan)[1]
- Apa moesti bikin? (1930, sob o pseudônimo  Aster, impresso em Penghidoepan)[1][5]